# Chiesa di San Bartolomeo (Campomorone)
La chiesa di San Bartolomeo è un luogo di culto cattolico situato nella frazione di Cravasco, in via al Monte Carlo, nel comune di Campomorone nella città metropolitana di Genova. La chiesa è sede della parrocchia omonima del vicariato di Campomorone dell'arcidiocesi di Genova.

## Storia e descrizione

Particolare del campanile

La chiesa è situata presso la frazione di Cravasco e viene menzionata in alcuni atti di monsignor Domenico de' Marini riportanti la sua visita al paese del 26 ottobre 1631; l'edificio, a differenza di altre chiese del comune, non viene citato da monsignor Francesco Bossi nella sua visita apostolica del 1582.
Già succursale della chiesa parrocchiale di Sant'Andrea di Isoverde divenne parrocchia autonoma il 14 ottobre del 1890 per merito dell'arcivescovo di Genova monsignor Salvatore Magnasco.
Subì diversi interventi di ampliamento e restauro negli anni 1772, 1776 e 1852, mentre tra il 1875 e il 1878 si procedette al rifacimento del pulpito, del pavimento e del battistero in marmo.
La chiesa venne solennemente consacrata dal cardinale genovese Giuseppe Siri il 15 novembre del 1980.